# Анете фон Дросте-Хилсхоф
Анете фон Дросте-Хилсхоф (Хавиксбек, 10. јануар 1797 — Мерсбург, 25. мај 1848) је била немачка књижевница и песник из 19. века.
Писала је у духу стила Бидермајер. Сматра се најталентованијом женом песником у немачкој књижевној историји. Стихови су јој снажни и полетни, али им недостаје музикалност. Писала је лирику инспирисану пределима родне Вестфалије и наративну лирику о својим путовањима. Њене песме инспирисане јаким католичким осећањима, које су објављене постхумно, биле су веома популарне у своје време.

## Дела
- Песме, 1838
- Die Judenbuche („Јеврејска буква“, криминалистичка новела), 1842[3]
- Песме, 1844[3]
- Westfälische Schilderungen („Вестфалске илустрације“), 1845
- Das geistliche Jahr („Продуховљена година“, циклус песама), 1851[3]
- Der Knabe im Moor („Момак у мочвари“, балада)
- Letzte Gaben („Последњи поклони“, песме), 1860[3]
- Писма[3]